# XDS Astana Team
XDS Astana Team (Astana, Астана) (UCI Team Code: XAT) — казахстанская профессиональная шоссейная велокоманда, спонсируемая фондом «Самрук-Казына», холдингом по управлению государственным активами, и названная в честь столицы Астаны. Astana получила статус UCI ProTeam в год своего основания, 2007.

## История

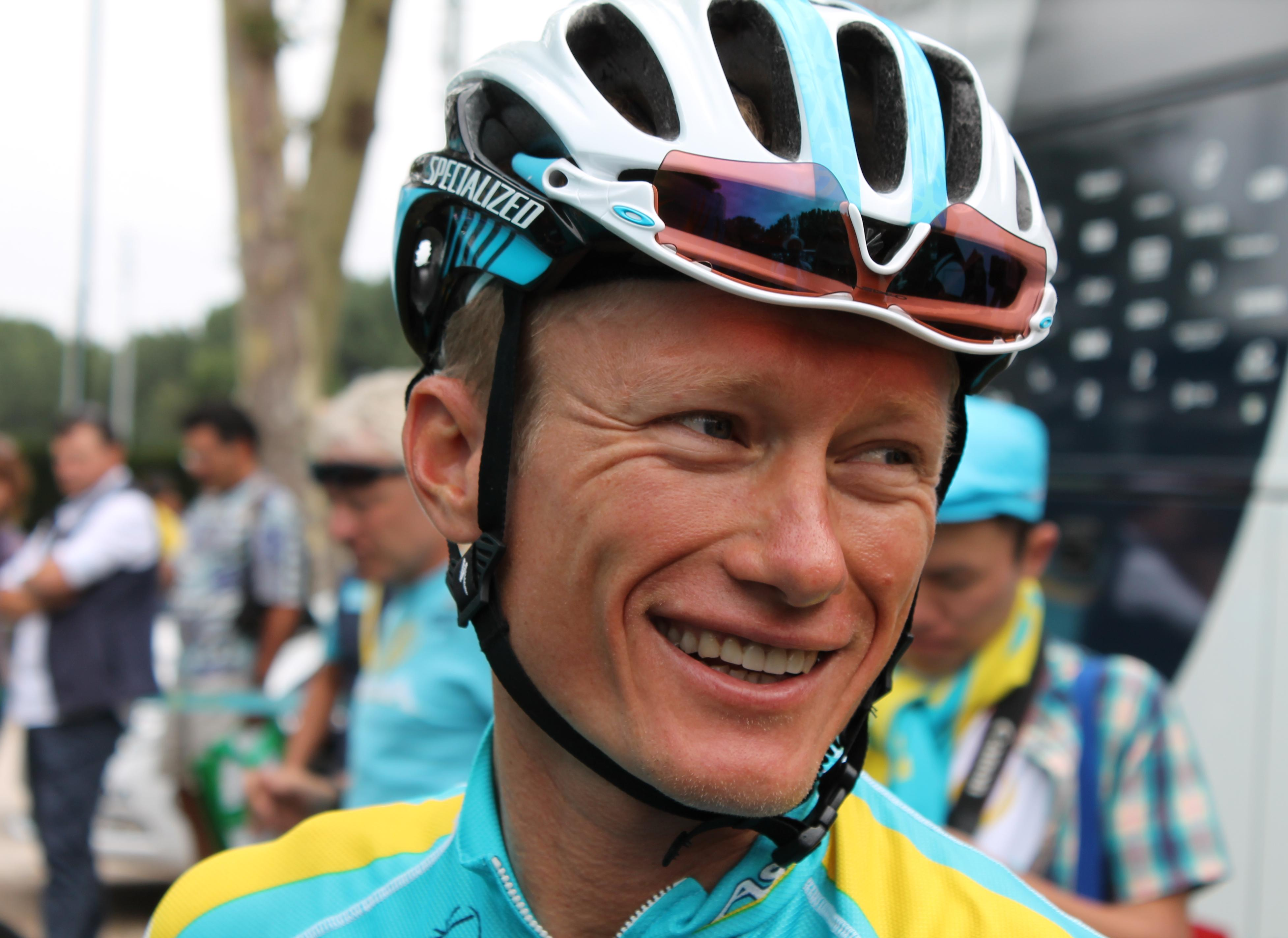
Александр Винокуров — победитель Вуэльты-2006

### Распад Liberty Seguros-Würth
В 2006 году, из-за тяжёлого вовлечения команды Liberty Seguros-Würth в Операцию Пуэрто, главные спонсоры — Liberty Mutual, а позже и Würth, разорвали свои спонсорские соглашения с командой, важную роль в которой играли казахстанские гонщики Александр Винокуров и Андрей Кашечкин. На её основе при участии премьер-министра Казахстана, председателя федерации велоспорта Казахстана Данияла Ахметова, была создана новая велокоманда. Своё название она получила в честь столицы Казахстана — Астаны. Спонсорами стали пять крупных промышленных консорциумов Казахстана. Первый успех пришёл сразу — Винокуров в составе «Астаны» выиграл Вуэльту Испании 2006, а его партнёр по команде Андрей Кашечкин финишировал третьим.

### 2007: Формирование новой команды
В первую очередь новое руководство команды попыталось выкупить лицензию ПроТура, ранее выданную команде Liberty Seguros-Würth. Однако владелец команды Маноло Сайз отказался продавать лицензию, и Astana подала заявку на её получение в Международный союз велосипедистов. Новообразованная команда базировалась в Швейцарии, главным спонсором стала компания Zeus Sarl, а спортивным директором был назначен бывший организатор Тура Швейцарии Марк Бивер.
Сперва лицензионная комиссия Международного союза велосипедистов информировала команду, что не может гарантировать им лицензию на сезон 2007 года. В ответ организаторы Гранд Туров сообщили, что предоставят Astana уайлд-кард, независимо от статуса команды. 20 декабря 2006 команде была выдана лицензия на 4 года.
Капитаном команды на 2007 год стал Александр Винокуров, однако кроме него в команде были такие видные гонщики как Андреас Клёден, Паоло Савольделли, Андрей Кашечкин, Грегори Раст, Маттиас Кесслер, Томас Фрай и испанский горовосходитель Антонио Колом.
Однако особо громких побед в сезоне Астана добиться не смогла, команда выиграла общий зачёт Тиррено — Адриатико и отдельные этапы Джиро д’Италия, Критериума Дофине Либере и Тура Романдии.
24 июля стало известно, что допинг-тест Винокурова, взятый после гонки с раздельным стартом в Альби, дал положительный результат. Велогонщик был обвинён в гемотрансфузии — переливании крови, благодаря которому спортсмен получает преимущество. По заявлению экспертов лаборатории Шатоне-Малабри, где проводился анализ допинг-пробы, переливание крови Винокурову было осуществлено 21 июля, в тот же день, когда состоялся выигранный им 13-й этап. В связи с этим Александр и вся команда Астана (по требованию руководства Тур де Франс) покинули Тур.
Этот случай был не первым и не последним в команде в течение сезона: Маттиас Кесслер, Эдди Маццоленьи и Андрей Кашечкин также были отстранены от гонок по подозрению в употреблении запрещённых препаратов.

### 2008, приход Контадора
Команда ездила с люксембургской лицензией. В связи с допинговыми проблемами прошедшего сезона, спонсоры команды решили уволить спортивного директора команды Марка Бивера. На его место был приглашён Йохан Брёйнел, бывший спортивный директор команды Discovery Channel. Брёйнелу был выдан карт-бланш на перезагрузку команды, так что он нанял несколько гонщиков из свой бывшей команды, включая победителя «Тур де Франс» Альберто Контадора, Янеза Брайковича, Сержиу Паулинью, Леви Лайфаймера, Томаса Вайткуса, Чечу Рубьеру, Владимира Гусева, а также американца Криса Хорнера. Кроме того, он ввёл новую антидопинговую систему, разработанную доктором Расмусом Дамсгаардом. Сходства между Astana и Discovery Channel ещё больше усилились, после того как Брёйнел подписал спонсорский контракт с Trek Bicycle Corporation и SRAM.

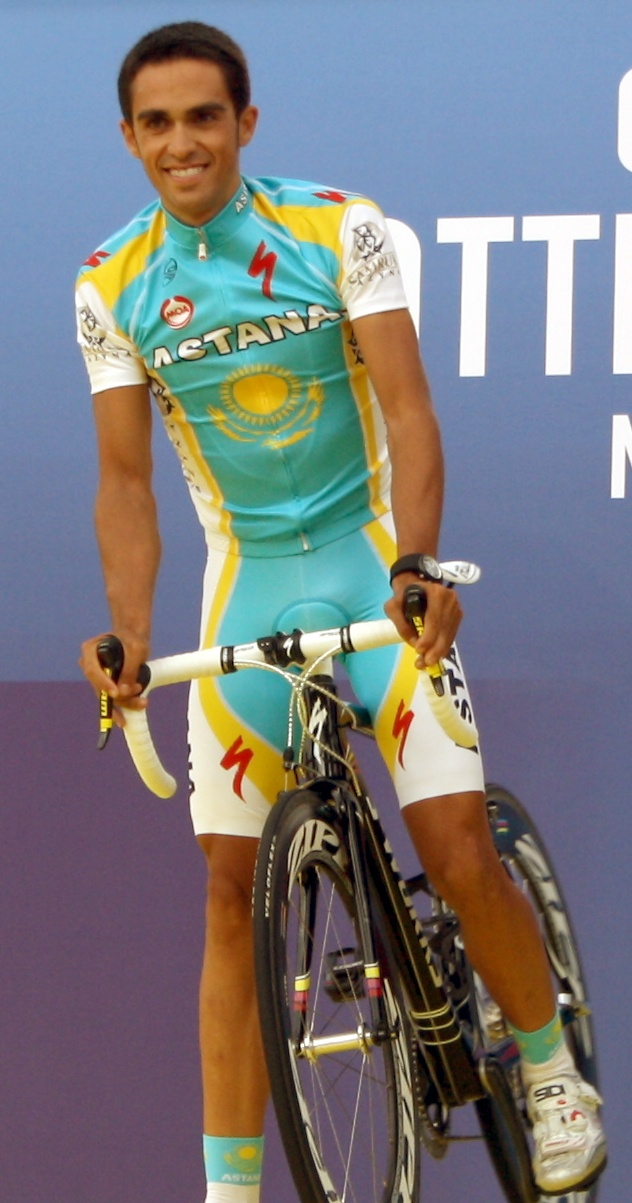
Альберто Контадор — победитель Джиро д’Италия 2008, Вуэльта Испании 2008 и Тур де Франс 2009

13 февраля организаторы Джиро д’Италия и Тур де Франс объявили, что команда не получит приглашения на гонки за свою связь с Операцией Пуэрто, а значит, Альберто Контадор не сможет защитить свой титул победителя Тур де Франс. Тем не менее, 3 мая, за неделю до старта гонки, организаторы Джиро д’Италия приняли решение расширить состав участников и пригласить Astana. Несмотря на короткие сроки подготовки, Astana смогла выставить команду, и 1 июня Альберто Контадор праздновал победу в общем зачёте, финишировав 11-м в гонке с раздельным стартом на финальном этапе. Контадор также смог принести команде победу на Вуэльте Испании 2008, опередив в общем зачёте своего товарища по команде Леви Лайфаймера и Карлоса Састре, став пятым в истории гонщиком — победителем всех трёх Гранд-туров. Таким образом, несмотря на своё неучастие в «Тур де Франс», Астана смогла выиграть два других Гранд-Тура. Позже, Леви Лайфаймер выиграл бронзовую медаль в гонке с раздельным стартом на Олимпийских играх 2008 года в Пекине.
Среди других результатов, достигнутых командой в этом сезоне, можно выделить победы Контадора в общем зачёте на Туре Страны Басков и Вуэльте Кастилии и Леона, Клёдена на Туре Романдии, россиянина Сергея Иванова на Туре Валлонии и Лайфаймера на Туре Калифорнии. Различные члены команды также добились результатов топ-уровня, а Иванов, Паулинью, Вайткус и двое казахов выиграли национальные чемпионаты своих стран.
28 июля дала о себе знать новая строгая антидопинговая политика: после внутрикомандной допинговой проверки за «аномальные показатели» был уволен Владимир Гусев. В пресс-релизе командного директора Йохана Брёйнела было отмечено, что, хотя результаты «не указывают на употребление запрещённых веществ, команда тем не менее применила договорные условия, основанные на этих психологических и биологических аномалиях», уволив Гусева «немедленно». 17 июня 2009 года, почти год спустя, Арбитражный спортивный суд постановил, что Astana не имела права увольнять Гусева, основываясь только на анализе образцов крови, сделанном доктором Дамсгаардом, и предписал руководству команды выплатить Гусеву зарплату, возместить ущерб и затраты на судебные тяжбы.

### 2009: Возвращение Лэнса Армстронга

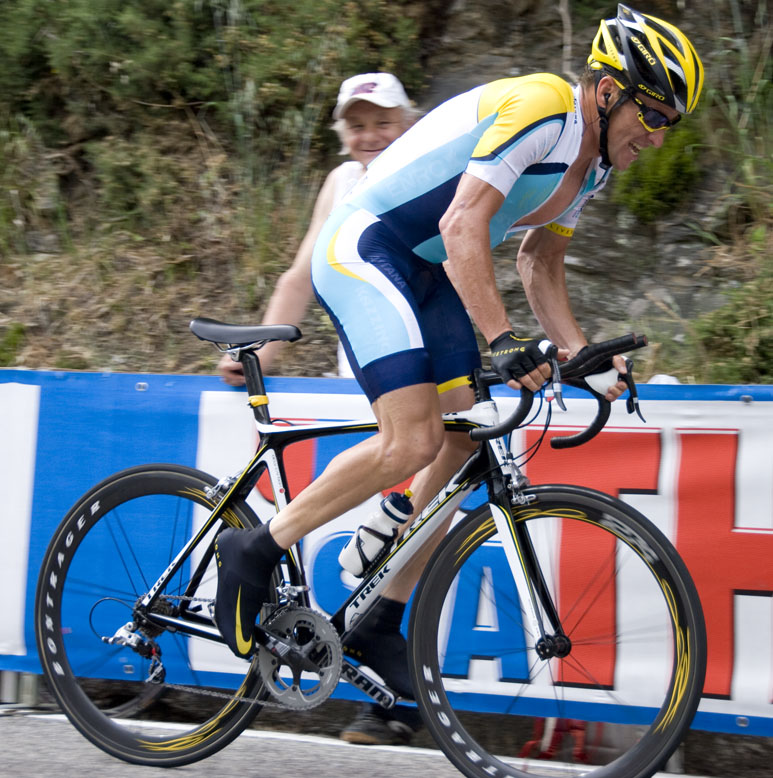
Лэнс Армстронг на Giro d'Italia

25 сентября 2008 года было объявлено, что Astana заключила сенсационный контракт со знаменитым американским гонщиком Лэнсом Армстронгом, который на тот момент вернулся в велоспорт и считался семикратным победителем Тур де Франс. Подписание контракта на сезон 2009 года стало возможным, так как гонщик согласился выступать бесплатно, чтобы привлечь больше внимания к исследованиям рака. Наряду с Армстронгом ряды команды пополнил Ярослав Попович, доведя таким образом количество бывших гонщиков Discovery Channel в Астане до девяти человек (Армстронг, Попович, Контадор, Лайфаймер, Рубьера, Новаль, Вайткус, Паулинью и Брайкович).
Было объявлено, что Армстронг разделит лидерство в команде с текущим капитаном Контадором, и что американец выразил желание принять участие в Туре Даун Андер, Туре Калифорнии, Париж-Ницца, Туре Джорджии, Критериуме Дофине и Тур де Франс.
Однако двумя приобретениями команда не ограничилась: для поддержки Альберто Контадора были привлечены Хесус Эрнандес, с которым Контадор выступал за команду Liberty-Seguros с 2004 года, а также баскский гонщик Аймар Субельдия. Контадор одобрил возвращение Винокурова после двухлетней допинговой дисквалификации, но не проявил особого энтузиазма по поводу возвращения Армстронга.
Армстронг был частью команды на первой гонке сезона ProTour, Туре Даун Андер 2009. Первая победа в сезоне была одержана Леви Лайфаймером на 6 этапе, а затем и в общем зачёте Тура Калифорнии. На той же неделе Альберто Контадор выиграл этап и генеральную классификацию Вуэльты Альгарве, а впоследствии два этапа многодневки Париж — Ницца.

#### Винокуров против Брюнеля

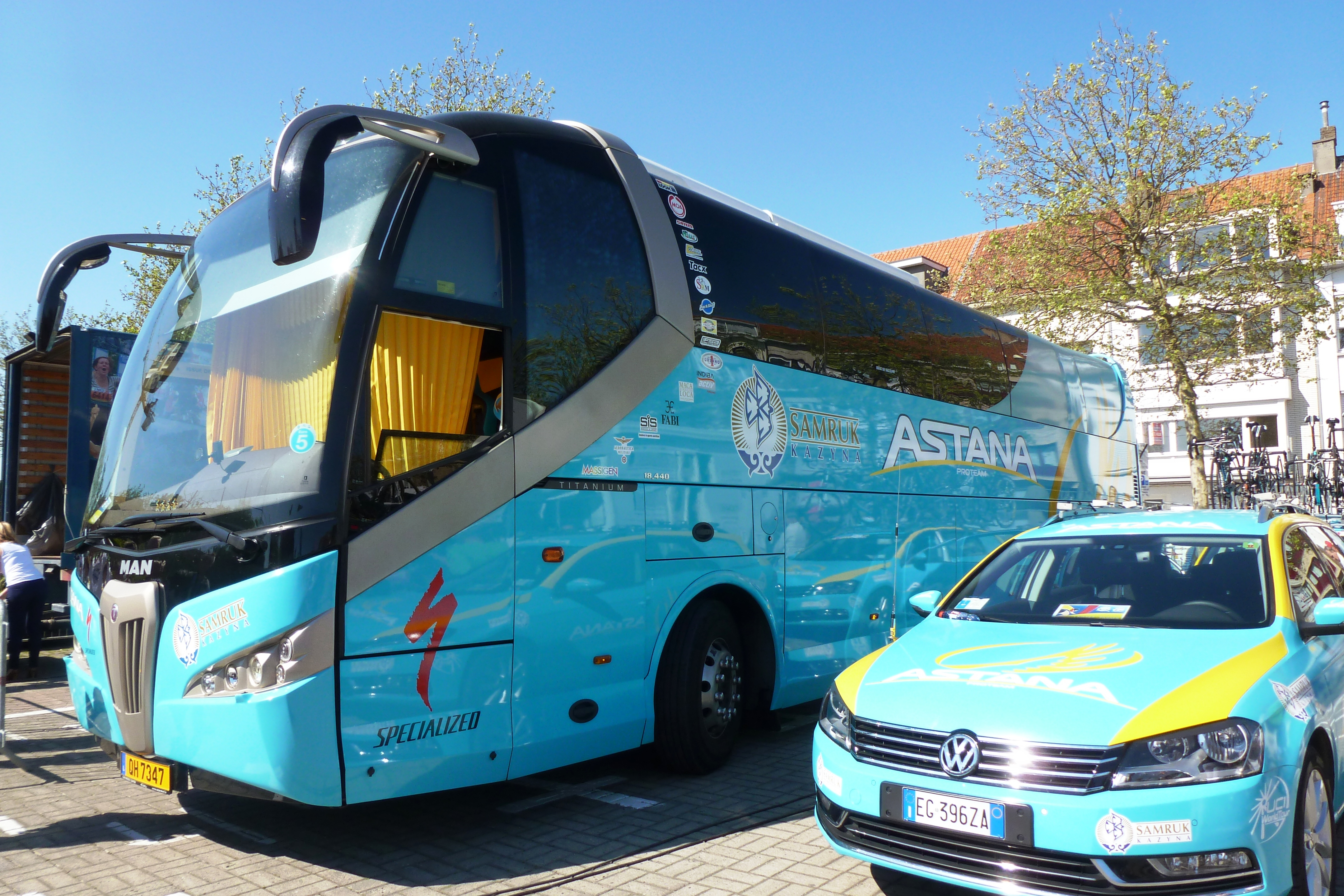
Транспорт команды

Из-за возникших финансовых проблем ходили слухи, будто трое из бывших гонщиков команды Discovery Channel — капитан команды Контадор, его соотечественник Новаль и Паулинью — перейдут в Garmin-Slipstream на Тур де Франс, если Армстронг возглавит команду. Эти проблемы казались решёнными — по крайней мере, до конца 2009 года, когда восстановилось финансирование команды. Тем не менее, борьба за спонсорство оказалась мелкой перебранкой по сравнению с основной проблемой: контроль над командой Astana после возвращения Александра Винокурова, чья двухлетняя дисквалификация за допинг истекала 24 июля 2009 года.
2 июля Винокуров заявил, что после окончания дисквалификации вернётся в команду Astana, которая, как он отметил, «была создана для меня и благодаря моим усилиям», чтобы принять участие в Вуэльте Испании. Казахстанец сообщил, что ожидает достигнуть соглашения с Йоханом Брёйнелом о возвращении в команду в течение недели, пригрозив, что, если Брёйнел не захочет брать его в команду, то сам останется без работы. На следующий день во французской газете L’Équipe вышла статья, в которой сообщалось, что Казахстанская Федерация велоспорта планирует уволить Брёйнела, Армстронга, Леви Лайфаймера и многих других гонщиков, чтобы перестроить команду заново по образцу старой команды Liberty-Seguros с более испанским уклоном. Газета процитировала вице-президента Казахстанской федерации, который сказал, что «[Контадор] будет нашим единственным капитаном в ближайшие годы, у него будет возможность выбирать гонщиков, которые будут с ним ездить. По нашему плану, команда будет состоять из испанских и казахстанских гонщиков, включая Александра Винокурова».
21 июля Альберто Контадор стал победителем Тур де Франс 2009. Кульминационным моментом гонки стал 15-й горный этап с финишем в Вербье, где Контадор в блестящей сольной атаке оставил всех своих конкурентов не у дел, выиграл этап и захватил лидерство в общем зачёте. Он первенствовал по сумме всех этапов и завершил тяжелейшие состязания триумфатором на Елисейских полях в Париже. Армстронг и Клёден также заняли места в четвёрке лучших по результатам гонки. Брёйнел в интервью бельгийскому каналу VRT заявил, что «Astana в её нынешнем виде „закончена“ и что он покинет команду в конце сезона, как решили Винокуров и Казахстанская федерация». Несмотря на комментарии Винокурова и Казахстанской федерации, Брёйнел и Винокуров не достигли соглашения по поводу возвращения Винокурова в Astana 2009 году: в предварительном составе на Вуэльту Испании 2009 он был указан лишь в качестве резервного гонщика. Наконец, 24 августа, Astana анонсировала, что было достигнуто соглашение между Винокуровым и Брёйнелом и Винокуров снова присоединится к команде перед стартом Вуэльты. На следующий день Армстронг объявил, что Брёйнел возглавит Team RadioShack в 2010 году.

### 2010
Непосредственным результатом возвращения Винокурова и ухода Брёйнела стал массовый уход гонщиков из команды. Хотя Брёйнел должен был провести ещё год в Astana согласно контракту, команда позволила ему уйти в обмен на то, что он прекратит противодействовать возвращению Винокурова. У Контадора также оставался ещё год по контракту, но ему не разрешили уйти из команды раньше срока. Тем не менее, большая часть команды ушла в RadioShack, в частности Армстронг, Клёден, Лайфаймер, Субельдия, Хорнер, Брайкович, Попович, Паулинью, Вайткус, Раст, Рубьера и Муравьёв (единственный ушедший казахстанец). То есть восемь из девяти членов победной команды Astana на Тур де Франс 2009 перешла в команду RadioShack, а Шер и Морабито присоединились к BMC Racing Team. От команды Astana остались лишь четыре испанских гонщика (Контадор, Новаль, Наварро и Эрнандес) и казахстанцы (кроме Муравьёва). Впоследствии команда подписала ещё трёх испанских гонщиков, включая чемпиона Тура 2006 года Оскара Перейро для поддержки Контадора. Команда 2010 года включала 26 гонщиков, из них 12 казахстанцев и 7 испанцев. В новом сезоне Контадор снова выиграл гонки Париж — Ницца и Тур де Франс. 29 сентября стало известно, что в его допинг-пробе от 21 июля обнаружено небольшое количество кленбутерола. Судебное заседание по делу Контадора многократно откладывалось. 6 февраля 2012 года решением Спортивного арбитражного суда по делу о кленбутероле Контадор был дисквалифицирован на два года с момента нахождения в анализах следов допинга и лишён титула победителя Тур де Франс 2010 и Джиро д’Италия 2011. Также сезон 2010 года запомнился победами Винокурова на классической однодневке Льеж-Бастонь-Льеж и в общем зачёте Джиро дель Трентино.

### 2011—2012
После ухода Контадора в конце сезона 2010 года испанская фракция в команде уменьшилась, и её заменил итальянский элемент; в 2011 и 2012 годах команда подписала Энрико Гаспаротто, Мирко Лоренцетто, Франческо Масчарелли, Джакопо Гварньери, Франческо Гавацци, Симоне Понци и Фабио Ару, в то же время Давид де ла Фуэнте, Даниэль Наварро, Хесус Эрнандес, Бенхамин Новаль, Оскар Перейро и Хосеп Хуфре ушли, так что в начале сезона 2012 года в команде не осталось испанских гонщиков. Сезон 2011 года является одним из самых неудачных для команды в её истории. На Тур де Франс 2011 Александр Винокуров попал в серьёзный завал на 9 этапе; был диагностирован перелом бедренной кости. Операция прошла успешно, и Александр восстанавливался, но 17 июля объявил о завершении своей карьеры; примечательно, что ещё до начала гонки Александр назвал этот старт заключительным в своей карьере.
Однако уход Александра отправил бы Astana на последнее место в мировом рейтинге, что ставило под угрозу получение лицензии на следующий год. Винокурову пришлось объявить о возвращении в большой велоспорт, и его очки позволили команде получить лицензию. Возвращение Александра вынудило 24-летнего гонщика Романа Киреева объявить о завершении карьеры, чтобы освободить место в команде для ветерана; после ухода Винокурова лимитным 28-м гонщиком стал вновь подписанный Кашечкин.
Команда лишь изредка отмечалась победами на отдельных этапах, и смогла выиграть лишь две гонки в общем зачёте за весь сезон — общий зачёт Тура Австрии силами Фредрика Кессьякоффа и Тур Хайнаня с помощью Валентина Иглинского.

### 2013 — эпоха Нибали

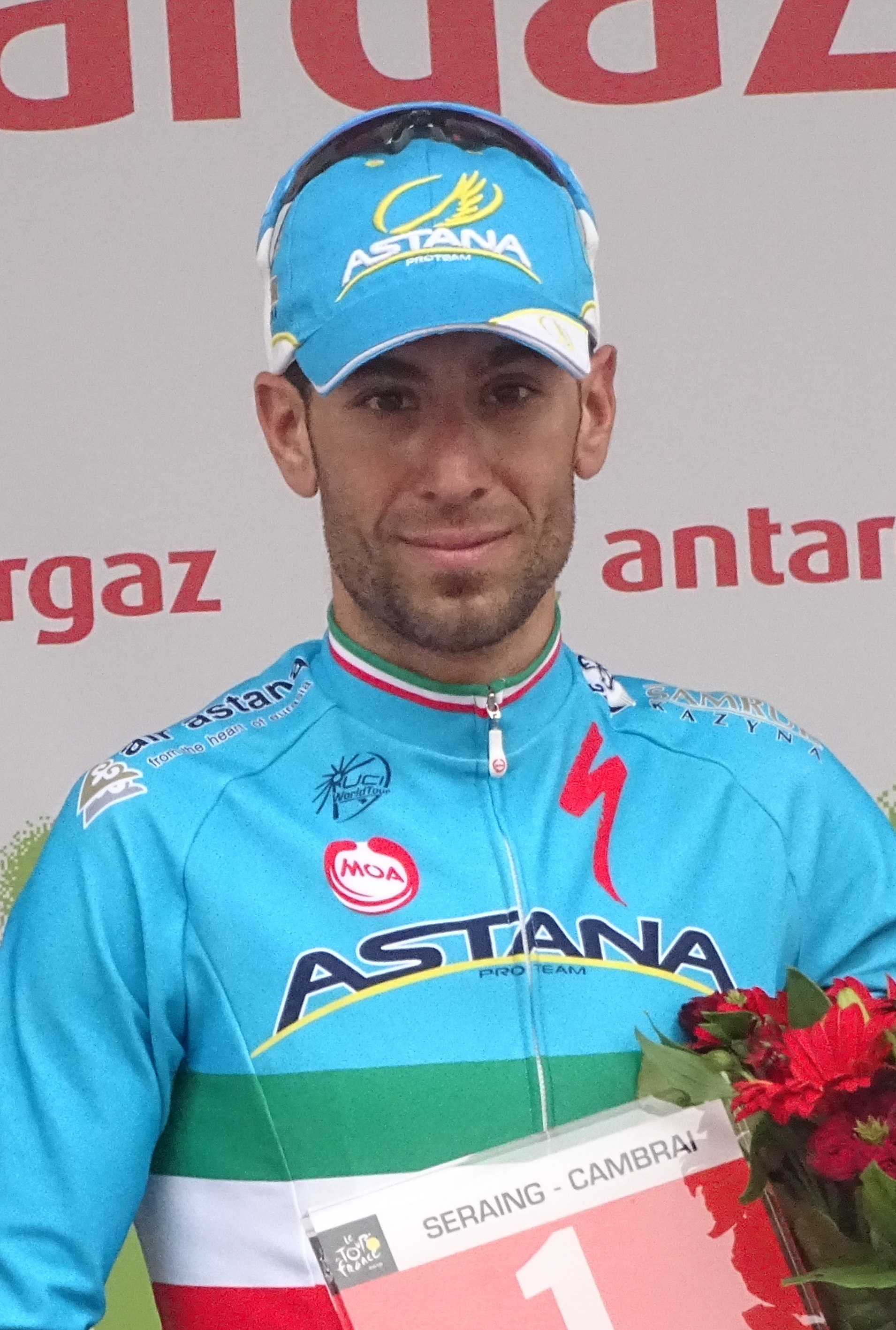
Винченцо Нибали — победитель Вуэльты 2013 и Тур де Франс 2014

В 2013 году команда подписала Валерио Аньоли, Андреа Гвардини, Алессандро Ванотти и Винченцо Нибали, который тут же выиграл велогонки Тиррено-Адриатико и Джиро д'Италия. Затем на Вуэльте Нибали проносил лидерскую майку 13 этапов из 21, но вдруг проиграл первое место американцу Крису Хорнеру (RadioShack-Nissan). Сразу после тура ничем ранее не отличавшийся 42-летний Хорнер пропустил допинг-контроль и теперь ждёт разбирательства.
В 2014 году Нибали уверенно выиграл Тур де Франс, победив на 4 этапах и проносив жёлтую майку лидера 19 этапов из 21, и стал шестым велосипедистом в истории, выигравшим все три Гранд Тура. А на Джиро д’Италия 2014 новичок Фабио Ару выиграл этап и пробился на третье место в общем зачёте. В августе команда объявила, что подписала Ларса Боома (Lotto NL-Jumbo), Луиса Леона Санчеса (Caja Rural-Seguros RGA), Давиде Малакарне (Team Europcar) и Диего Розу (Androni-Sidermec) на сезон 2015 года. 20 августа команда объявила о подписании соглашения на один год с Рейном Таарамяэ (Cofidis). С добавлением Микеле Скарпони в 2014 году и Дарио Катальдо в 2015 году в команде на начало сезона 2015 года образовался перевес итальянцев: из 25 гонщиков девять было итальянцами и лишь пять — казахстанцами.

### 2015 — настоящее время: новые звёзды

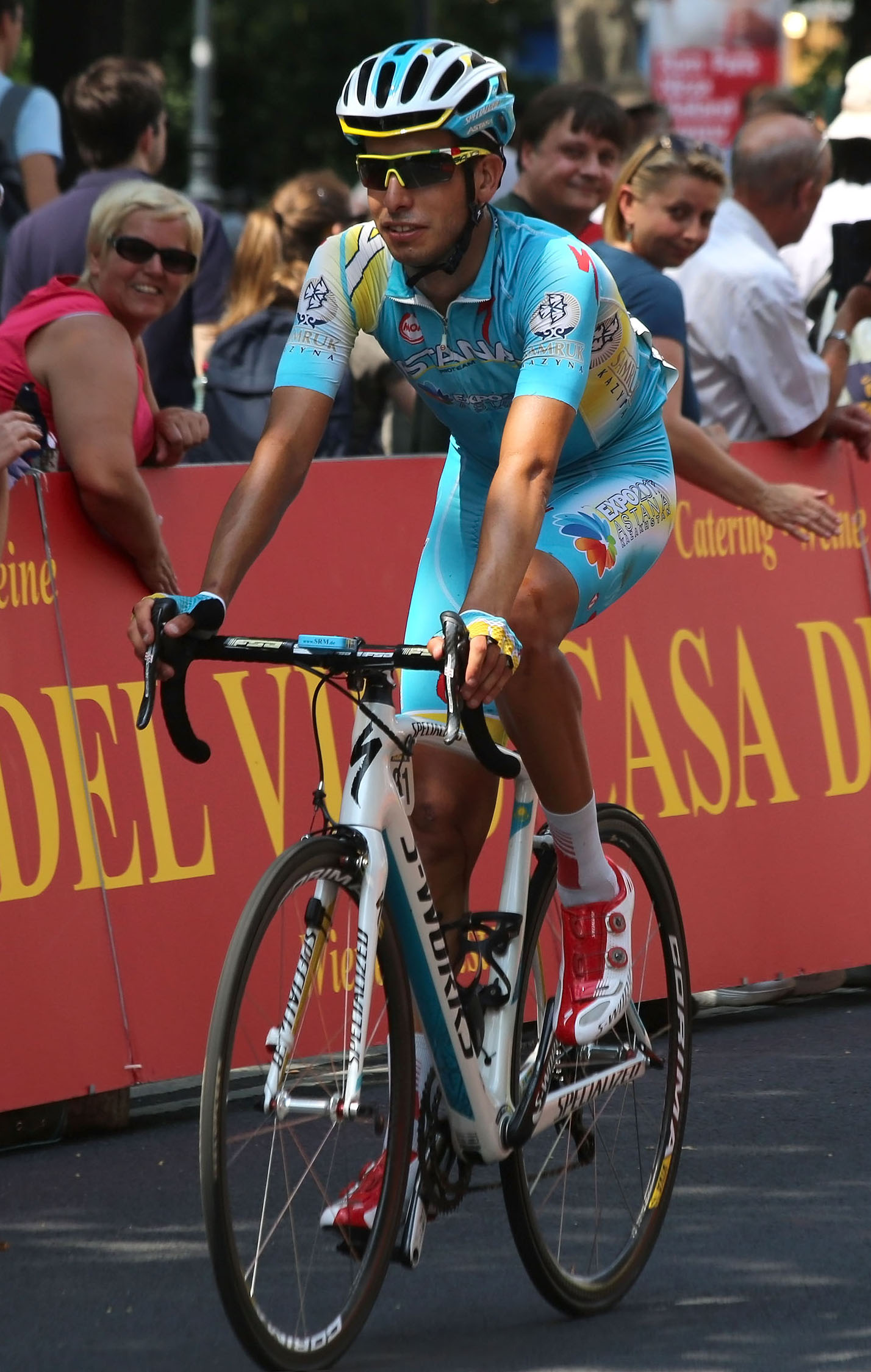
Фабио Ару — чемпион Вуэльты 2015

В мае 2015 года команда доминировала на Джиро д’Италия, выиграв 5 этапов: Паоло Тиралонго выиграл один этап, а Фабио Ару и Микель Ланда — по два. Последние заняли второе и третье места пьедестала в общем зачёте за Альберто Контадором. Ару получил также белую майку лучшего молодого гонщика, а команда первенствовала в категориях Trofeo Fast Team и Trofeo Super Team.
В сентябре 2015 года Фабио Ару с помощью команды впервые выиграл Гранд Тур — испанскую Вуэльту, а Микель Ланда взял один этап.
В апреле 2016 года команда выиграла многодневку Три дня Де-Панне по Бельгии: Лиуве Вестра занял первое место, а Алексей Луценко стал третьим.
В мае 2016 Винченцо Нибали вторично победил на Джиро д’Италия, выиграв важный для общего зачёта 19-й этап. А команда стала победителем в командном первенстве.
В июне 2016 года Мигель Лопес выиграл многодневку «Тур Швейцарии».

### Допинговая полемика
В апреле 2007 года команда впервые получила положительный результат теста на допинг: у Маттиаса Кесслера оказался положительным результат проверки на тестостерон, и повторный анализ подтвердил это. Позже, в июле, Эдди Маццолени покинул команду из-за подозрений в использовании допинга. Маццолени, который финишировал третьим на Джиро д’Италия 2007, впоследствии был отстранён на два года из-за своего предположительного участия в допинговом деле Oil for Drugs. Накануне Тур де Франс 2007 Александр Винокуров подтвердил, что получал указания от скандально известного доктора Микеле Феррари. Следующий положительный результат получил капитан команды Винокуров — кровяной тест показал, что гонщику было сделано переливание крови. В результате организаторы Тур де Франс (ASO) «попросили» менеджмент команды Astana снять всю команду с Тур де Франс; эта просьба была немедленно исполнена. После подтверждения положительного результата на повторном анализе, команда Astana заявила, что Винокуров сразу же был уволен. 1 августа 2007 года в Белеке, Турция, внесоревновательный тест Андрея Кашечкина на гомологический кровяной допинг оказался положительным. Он был дисквалифицирован и затем уволен. Потом последовало расторжение контракта с Хосе Антонио Редондо «из-за нарушения командных правил», что сделало его пятым гонщиком, ушедшим в сезоне 2007 года.
После допинговых проблем 2007 года спонсоры Astana заменили Бивера Йоханом Брёйнелом, бывшим спортивным директором ныне расформированной команды Discovery Channel Pro Cycling. Брёйнел ввёл анти-допинговую систему, разработанную доктором Расмусом Дамсгаардом, информационным главой Anti Doping Danmark (ADD). Анти-допинговую систему, начиная с 2007 года, использовала команда CSC.
13 февраля 2008 года организаторы Джиро д'Италия и Тур де Франс объявили, что Astana будет запрещено участвовать в этих Гранд Турах в 2008 году из-за связей команды с Операцией Пуэрто и участия в допинговых скандалах Тура 2007 года. В июле Владимир Гусев был уволен командой по причине «непостоянных результатов», выявленных новой внутренней анти-допинговой системой команды.
В 2009 году, после возвращения, Лэнс Армстронг был обвинён Французским анти-допинговым агентством в некорректном поведении и в исчезновении из вида анти-допингового инспектора на 20 минут.
В сентябре 2010 года Альберто Контадор показал положительный результат в тесте на кленбутерол на Тур де Франс 2010. После двух лет юридической процедуры Контадора лишили победы на Тур де Франс 2010 (и титула на Джиро д’Италия 2011).
В 2012 году бывшие гонщики и персонал Astana, включая Лэнса Армстронга, Йохана Брёйнела, Леви Лайфаймера, доктора Педро Селайю и доктора Луиса дель Мораля, были серьёзно замешаны в массовый допинговый скандал, окруживший команду U.S. Postal/Discovery Channel.

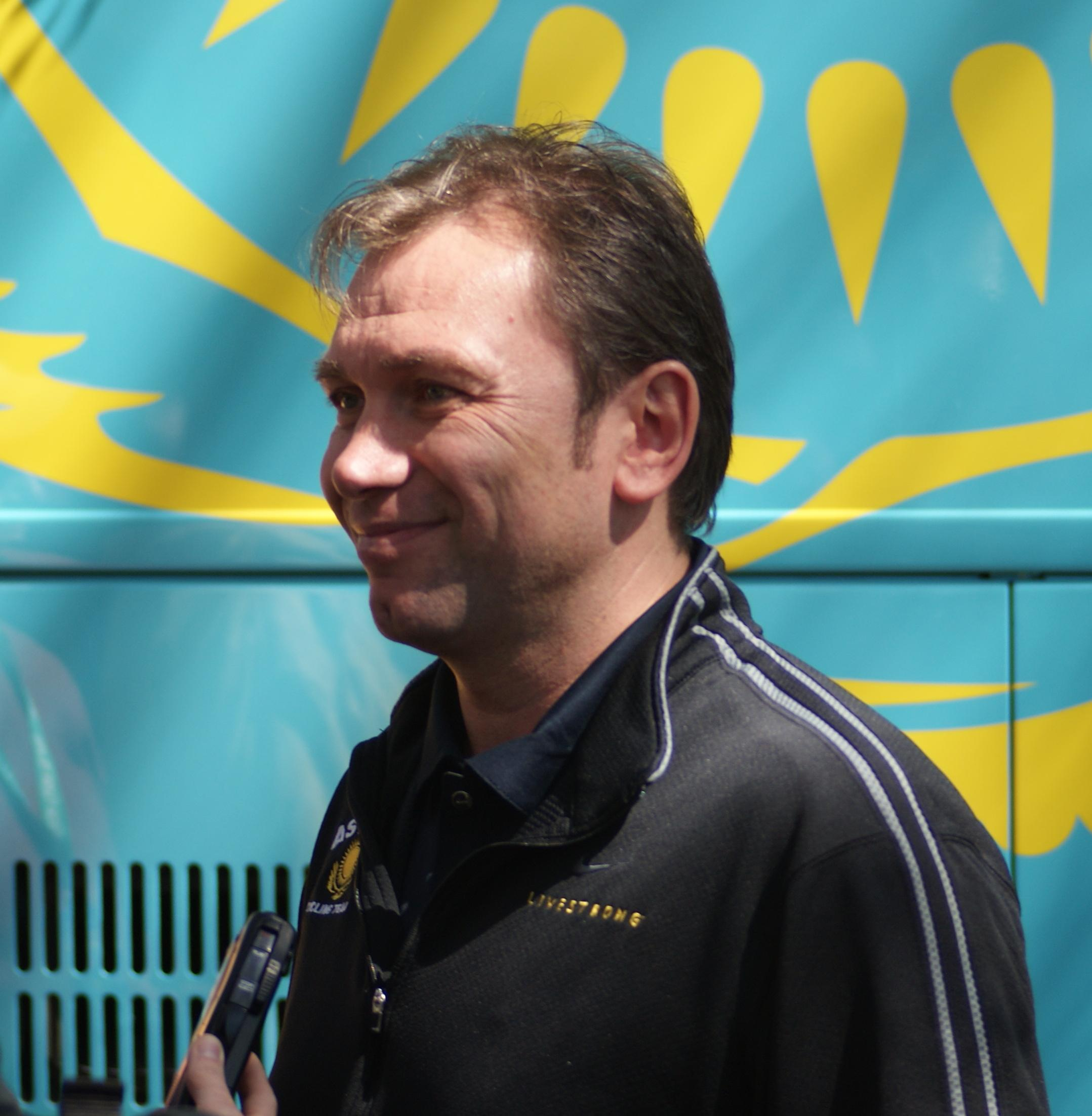
Йохан Брёйнел, 2009

В 2014 году UCI начал производство против Романа Кройцигера из-за аномалий биологического паспорта, датируемых 2011—2012 годом — временем, которое он провёл в Astana.
В сентябре 2014 года выяснилось, что Валентин Иглинский оказался положительным на EPO во время Энеко Тур. Он признался команде в употреблении допинга и был немедленно уволен. Через три недели брат Валентина, Максим Иглинский, был предварительно отстранён UCI из-за положительного EPO-результата 1 августа. Позже было объявлено, что Astana снялась с Тура Пекина согласно правилам MPCC, по которым команда с двумя позитивными результатами допинг-тестов за короткий период времени не должна выступать на следующем мероприятии WorldTour. Но в октябре уже выступила на «Туре Хайнаня».
Впоследствии, образец, взятый в августе на Тур де л'Авенир у стажёра Ильи Давиденка, гонщика молодёжной Astana Continental Team и stagiare Astana Pro Team (стажёры), показал положительный результат на анаболические стероиды. Давиденка временно отстранили, и был объявлен пересмотр лицензии команды после положительных результатов Давиденка и братьев Иглинских. Но основная команда продолжила участие в гонках.

## Финансовый скандал
В связи с заменой в декабре 2017 года в руководстве основного спонсора — фонда «Самрук-Казына», начались пересмотры ассигнований на содержание спортивных клубов под маркой «Астана». Команда стала испытывать финансовые трудности, о чём сообщила на своём официальном сайте. В то же время в СМИ появились сообщения о примерных зарплатах велогонщиков и обслуживающего персонала с требованиями прекратить содержание велокоманды из бюджета страны и начать обеспечивать её, как во всём мире, спонсорами и рекламными контрактами. Несмотря на это, команда приняла участие в Tour de France 2018 года и продолжает свою деятельность.

## Состав и победы

### Текущий сезон 2025
Состав
| Состав 2025               | Состав 2025      | Состав 2025                                         | Состав 2025 |
| Гонщик                    | Дата рождения    | Предыдущая команда                                  |             |
| ------------------------- | ---------------- | --------------------------------------------------- | ----------- |
| Давиде Баллерини          | 21 сентября 1994 | Soudal Quick-Step (2023)                            |             |
| Альберто Беттиоль         | 29 октября 1993  | EF Education-EasyPost (2024)                        |             |
| Кес Бол                   | 27 июля 1995     | Team DSM (2022)                                     |             |
| Клеман Шампуссен          | 29 мая 1998      | Arkéa-B&B Hotels (2024)                             |             |
| Антон Чармиг              | 25 марта 1998    | Uno-X Pro Cycling Team (2023)                       |             |
| Никола Кончи              | 5 января 1997    | Alpecin-Deceuninck (2024)                           |             |
| Евгений Фёдоров           | 16 февраля 2000  | Vino-Astana Motors (2020)                           |             |
| Лоренцо Фортунато         | 9 мая 1996       | Eolo-Kometa (2023)                                  |             |
| Аарон Гейт                | 26 ноября 1990   | Burgos-BH (2024)                                    |             |
| Микеле Гоццоли            | 4 марта 1999     | Astana Qazaqstan Development Team (2023)            |             |
| Серхио Игита              | 1 августа 1997   | Red Bull-Bora-Hansgrohe (2024)                      |             |
| Флориан Самуэль Каджамини | 28 февраля 2003  | MBH Bank Colpack Ballan (2024)                      |             |
| Макс Кантер               | 22 октября 1997  | Movistar Team (2023)                                |             |
| Харольд Мартин Лопес      | 3 декабря 2000   | Astana Qazaqstan Development Team (2023)            |             |
| Маттео Малучелли          | 20 октября 1993  | JCLTeam Ukyo (2024)                                 |             |
| Фаусто Маснада            | 6 ноября 1993    | Soudal Quick-Step (2024)                            |             |
| Хенок Мулубрхан           | 11 ноября 1999   | Green Project-Bardiani CSF-Faizanè (2023)           |             |
| Ваут Пулс                 | 1 октября 1987   | Bahrain Victorious (2024)                           |             |
| Alessandro Romele         | 30 августа 2003  | Astana Qazaqstan Development Team (2024)            |             |
| Кристиан Скарони          | 16 октября 1997  | Gazprom-RusVelo (2022)                              |             |
| Иде Шеллинг               | 6 февраля 1998   | Bora-Hansgrohe (2023)                               |             |
| Харольд Техада            | 27 апреля 1997   | Medellín (2019)                                     |             |
| Майк Тёниссен             | 25 августа 1992  | Intermarché-Wanty (2024)                            |             |
| Диего Улисси              | 15 июля 1989     | UAE Team Emirates (2024)                            |             |
| Даррен ван Беккум         | 20 марта 2002    | Team Visma \| Lease a Bike Development (2024)       |             |
| Симоне Веласко            | 2 декабря 1995   | Gazprom-RusVelo (2021)                              |             |
| Николас Винокуров         | 7 июля 2002      | Astana Qazaqstan Development Team (2023)            |             |
| Антон Кузьмин             | 20 ноября 1996   | Almaty Astana Motors (2023)                         |             |
| Su Haoyu                  | 26 октября 2000  | China Glory-Mentech Continental Cycling Team (2024) |             |
| Давиде Тонеатти           | 9 апреля 2001    | Astana Qazaqstan Development Team (2024)            |             |
|                           |                  |                                                     |             |
| Источник: ProCyclingStats |                  |                                                     |             |

Победы
| 19 фев | Тур дю От-Вар, генеральная классификация     | 2.1   | Кристиан Скарони     |
| 21 фев | Классика Вар                                 | 1.1   | Кристиан Скарони     |
| 22 фев | Тур дю От-Вар, 1-й этап                      | 2.1   | Кристиан Скарони     |
| 6 апр  | Тур Греции, генеральная классификация        | 2.1   | Харольд Мартин Лопес |
| 7 апр  | Тур Хайнаня, 1-й этап                        | 2.Pro | Маттео Малучелли     |
| 10 апр | Тур Хайнаня, 4-й этап                        | 2.Pro | Аарон Гейт           |
| 29 апр | Тур Турции, 3-й этап                         | 2.Pro | Лев Гонов            |
| 30 апр | Тур Турции, 4-й этап                         | 2.Pro | Ваут Пулс            |
| 1 май  | Тур Романдии, 2-й этап                       | 2.UWT | Лоренцо Фортунато    |
| 2 май  | Тур Турции, 6-й этап                         | 2.Pro | Харольд Мартин Лопес |
| 4 май  | Фамен Арденн Классик                         | 1.1   | Макс Кантер          |
| 4 май  | Тур Турции, генеральная классификация        | 2.Pro | Ваут Пулс            |
| 4 май  | Тур Турции, 8-й этап                         | 2.Pro | Маттео Малучелли     |
| 16 май | Тур Венгрии, 3-й этап                        | 2.Pro | Харольд Мартин Лопес |
| 18 май | Тур Венгрии, генеральная классификация       | 2.Pro | Харольд Мартин Лопес |
| 27 май | Джиро д’Италия, 16-й этап                    | 2.UWT | Кристиан Скарони     |
| 31 май | Букль де ля Майен, 2-й этап                  | 2.Pro | Аарон Гейт           |
| 1 июн  | Букль де ля Майен, генеральная классификация | 2.Pro | Аарон Гейт           |
| 24 июн | Джиро дель Аппеннино                         | 1.1   | Диего Улисси         |
| 26 июн | Чемпионат Казахстана - индивидуальная гонка  | CN    | Евгений Фёдоров      |
| 29 июн | Чемпионат Казахстана - групповая гонка       | CN    | Евгений Фёдоров      |

### Другие сезоны
Состав
| Состав 2024                       | Состав 2024      | Состав 2024                               | Состав 2024 |
| Гонщик                            | Дата рождения    | Предыдущая команда                        |             |
| --------------------------------- | ---------------- | ----------------------------------------- | ----------- |
| Евгений Гидич                     | 19 мая 1996      | Vino-Astana Motors (2017)                 |             |
| Дмитрий Груздев                   | 13 марта 1986    | Ulan (2008)                               |             |
| Алексей Луценко                   | 7 сентября 1992  | Astana Continental (2012)                 |             |
| Вадим Пронский                    | 4 июня 1998      | Vino-Astana Motors (2019)                 |             |
| Давиде Баллерини                  | 21 сентября 1994 | Soudal Quick-Step (2023)                  |             |
| Самуэле Баттистелла               | 14 ноября 1998   | NTT Pro Cycling (2020)                    |             |
| Кес Бол                           | 27 июля 1995     | Team DSM (2022)                           |             |
| Глеб Брусенский                   | 18 апреля 2000   | Vino-Astana Motors (2020)                 |             |
| Марк Кавендиш                     | 21 мая 1985      | Quick-Step Alpha Vinyl (2022)             |             |
| Антон Чармиг                      | 25 марта 1998    | Uno-X Pro Cycling Team (2023)             |             |
| Игорь Чжан                        | 2 октября 1999   | Almaty Cycling Team (2022)                |             |
| Евгений Фёдоров                   | 16 февраля 2000  | Vino-Astana Motors (2020)                 |             |
| Лоренцо Фортунато                 | 9 мая 1996       | Eolo-Kometa (2023)                        |             |
| Джанмарко Гарофоли                | 6 октября 2002   | Astana Qazaqstan Development Team (2022)  |             |
| Микеле Гоццоли                    | 4 марта 1999     | Astana Qazaqstan Development Team (2023)  |             |
| Макс Кантер                       | 22 октября 1997  | Movistar Team (2023)                      |             |
| Антон Кузьмин                     | 20 ноября 1996   | Almaty Astana Motors (2023)               |             |
| Харольд Мартин Лопес              | 3 декабря 2000   | Astana Qazaqstan Development Team (2023)  |             |
| Даниил Марухин                    | 13 февраля 1999  | Vino SKO Team (2023)                      |             |
| Хенок Мулубрхан                   | 11 ноября 1999   | Green Project-Bardiani CSF-Faizanè (2023) |             |
| Микаэль Мёркёв                    | 30 апреля 1985   | Soudal Quick-Step (2023)                  |             |
| Кристиан Скарони                  | 16 октября 1997  | Gazprom-RusVelo (2022)                    |             |
| Иде Шеллинг                       | 6 февраля 1998   | Bora-Hansgrohe (2023)                     |             |
| Рюдигер Зелиг                     | 19 февраля 1989  | Lotto Dstny (2023)                        |             |
| Глеб Сырица                       | 14 апреля 2000   | Lokosphinx (2022)                         |             |
| Харольд Техада                    | 27 апреля 1997   | Medellín (2019)                           |             |
| Santiago Umba                     | 20 ноября 2002   | GW Shimano-Sidermec (2023)                |             |
| Симоне Веласко                    | 2 декабря 1995   | Gazprom-RusVelo (2021)                    |             |
| Николас Винокуров                 | 7 июля 2002      | Astana Qazaqstan Development Team (2023)  |             |
| Альберто Беттиоль (15 авг–31 дек) | 29 октября 1993  | EF Education-EasyPost (2024)              |             |
|                                   |                  |                                           |             |
| Источник: ProCyclingStats         |                  |                                           |             |

Победы
| 7 фев  | Тур Колумбии, 2-й этап                      | 2.1   | Харольд Техада  |
| 9 фев  | Тур Колумбии, 4-й этап                      | 2.1   | Марк Кавендиш   |
| 11 апр | Джиро д'Абруцци, 3-й этап                   | 2.1   | Алексей Луценко |
| 12 апр | Джиро д'Абруцци, генеральная классификация  | 2.1   | Алексей Луценко |
| 22 апр | Тур Турции, 2-й этап                        | 2.Pro | Макс Кантер     |
| 9 май  | Тур Венгрии, 2-й этап                       | 2.Pro | Марк Кавендиш   |
| 19 июн | Чемпионат Казахстана - индивидуальная гонка | CN    | Дмитрий Груздев |
| 23 июн | Чемпионат Казахстана - групповая гонка      | CN    | Дмитрий Груздев |
| 3 июл  | Тур де Франс, 5-й этап                      | 2.UWT | Марк Кавендиш   |
| 31 авг | Тур Хайнаня, 5-й этап                       | 2.1   | Иван Смирнов    |
| 29 сен | Тур Лангкави, 1-й этап                      | 2.Pro | Глеб Сырица     |

## Главные достижения
- 1-е место в генеральной классификации (Александр Винокуров) на Вуэльта Испании 2006.
- 1-е место в командной классификации на Критериум Дофине 2007.
- 1-е место в генеральной классификации (Альберто Контадор) на Джиро д'Италия 2008.
- 1-е место в генеральной классификации (Альберто Контадор) на Вуэльта 2008.
- 1-е места в генеральной (Альберто Контадор) и командной классификациях на Тур де Франс 2009:
  - в составе команды на Тур де Франс 2009 выступили — Лэнс Армстронг, Альберто Контадор, Андреас Клоден, Леви Лайфаймер, Ярослав Попович, Аймар Субельдия, Сержиу Паулинью, Грегори Раст и Дмитрий Муравьев[12][13].
- 1-е место (Альберто Контадор) в веломногодневке Париж — Ницца 2010.
- 1-е место в генеральной классификации (Альберто Контадор) на Тур де Франс 2010
- 1-е место в генеральной классификации (Винченцо Нибали) на Джиро д’Италия 2013
- 1-е место в командной классификации на Критериум Дофине 2014.
- 1-е место в генеральной классификации (Винченцо Нибали) на Тур де Франс 2014
- 1-е место в командной классификации на Джиро д’Италия 2015:
  - в составе команды на Джиро д’Италия 2015 выступили — Фабио Ару (второй в генерале, выиграл два этапа, лучший молодой гонщик), Микель Ланда (третий в генерале, выиграл два этапа), Паоло Тиралонго (выиграл этап), Танел Кангерт, Дарио Катальдо, Луис Леон Санчес, Давиде Малакарне, Диего Роза и Андрей Зейц.[14]
- 1-е место в генеральной классификации (Фабио Ару) на Вуэльте 2015. Это десятая победа «Астаны» на Гранд Турах за десять лет (2006—2015).
- 1-е место в генеральной классификации (Винченцо Нибали) на Джиро д’Италия 2016
- 1-е место в командной классификации на Джиро д’Италия 2016:
  - в составе команды на Джиро д’Италия 2016 выступили — Винченцо Нибали (выиграл 19-й этап и победу в генерале), Микеле Скарпони, Давиде Малакарне, Валерио Аньоли, Эрос Капекки, Якоб Фульсанг, Танел Кангерт, Бахтияр Кожатаев и Андрей Зейц[15].
- 1-е место в командной классификации на Вуэльта Испании 2017[16]:
  - в составе команды на Вуэльта Испании 2017 выступили — Фабио Ару (занял общее 13 место), Мигель Анхель Лопес (выиграл впервые два этапа Гранд Тура, занял 8 место), Алексей Луценко (впервые выиграл этап Гранд Тура), Пельо Бильбао, Луис Леон Санчес, Сергей Чернецкий, Лауренс Де Врез и Никита Стальнов.

### Гранд-Туры
| - Тур де Франс - Участие: 11 (2007, 2009 — 2018) - 2 х Победы: Альберто Контадор (2009), Винченцо Нибали (2014) - 1 классификация: - 1 х Командная : 2009 - 12 этапов: - 3 этапа в 2009: этап 4 — TTT; этапы 15 и 18 — Альберто Контадор - 1 этап в 2010: этап 13 — Александр Винокуров - 4 этапа в 2014: этапы 2, 10, 13 и 18 — Винченцо Нибали - 1 этап в 2015: этап 19 — Винченцо Нибали - 1 этап в 2017: этап 5 — Фабио Ару - 2 этапа в 2018: этап 14 — Омар Фраиле, этап 15 — Магнус Корт Нильсен | - Джиро д’Италия - Участие: 13 (2007 — 2019) - 3 х Победы: Альберто Контадор (2008), Винченцо Нибали (2013, 2016) - 8 классификации: - 4 х Командная : 2009, 2011, 2015, 2016 - 4 х Молодёжная: Роман Кройцигер (2011), Фабио Ару (2015), Мигель Анхель Лопес (2018, 2019) - 16 этапов: - 1 этап в 2007: этап 20 (ITT) — Паоло Савольделли - 1 этап в 2011: этап 19 — Паоло Тиралонго - 2 этапа в 2012: этап 7 — Паоло Тиралонго, этап 19 — Роман Кройцигер - 3 этапа в 2013: этап 14, 18 (ITT) и 20 — Винченцо Нибали - 1 этап в 2014: этап 15 — Фабио Ару - 5 этапов в 2015: этап 9 — Паоло Тиралонго, этапы 15 и 16 — Микель Ланда, этапы 19 и 20 — Фабио Ару - 1 этап в 2016: этап 19 — Винченцо Нибали - 3 этапа в 2019: этап 7 и 20 — Пельо Бильбао, этап 15 — Дарио Катальдо | - Вуэльта Испании - Участие: 12 (2006, 2008 — 2018) - 3 х Победы: Александр Винокуров (2006), Альберто Контадор (2008), Фабио Ару (2015) - 4 классификации: - 2 х Комбинированная: Александр Винокуров (2006), Альберто Контадор (2008) - 1 х Командная : 2017 - 1 х Молодёжная : Мигель Анхель Лопес (2017) - 17 этапов: - 5 этапов в 2006: этапы 8, 9 и 20(ITT) — Александр Винокуров, этап 10 — Сержиу Паулинью, этап 18 — Андрей Кашечкин - 4 этапа в 2008: этапы 5 и 20(ITT) — Леви Лайфаймер, этапы 13 и 14 — Альберто Контадор - 1 этап в 2012: этап 11(ITT) — Фредрик Кессьякофф - 1 этап в 2013: этап 1 — TTT - 2 этапа в 2014: этапы 11 и 18 — Фабио Ару - 1 этап в 2015: этап 11 — Микель Ланда - 3 этапа в 2017: этап 5 — Алексей Луценко, этапы 11 и 15 — Мигель Анхель Лопес |

| - 14 побед: - 3 — Тур Страны Басков : 2008 и 2009 (Альберто Контадор); 2019 (Ион Исагирре) - 2 — Тиррено — Адриатико : 2007 (Андреас Клёден); 2013 (Винченцо Нибали) - 2 — Тур Омана : 2018 и 2019 (Алексей Луценко) - 1 — Тур Романдии : 2008 (Андреас Клёден) - 1 — Париж — Ницца : 2010 (Альберто Контадор) - 1 — Тур Швейцарии : 2016 (Мигель Анхель Лопес) - 1 — Вуэльта Каталонии : 2019 (Мигель Анхель Лопес) - 1 — Критериум Дофине : 2017 (Якоб Фульсанг) - 1 — Вуэльта Валенсии : 2019 (Ион Исагирре) - 1 — Вуэльта Андалусии : 2019 (Якоб Фульсанг) | - 9 побед: - 3 — Льеж — Бастонь — Льеж : 2010 (Александр Винокуров); 2012 (Максим Иглинский); 2019 (Якоб Фульсанг) - 2 — Амстел Голд Рейс : 2012 (Энрико Гаспаротто); 2018 (Михаэль Вальгрен) - 2 — Вуэльта Мурсии : 2018 (Луис Леон Санчес); 2019 (Луис Леон Санчес) - 1 — Джиро ди Ломбардия : 2015 (Винченцо Нибали) - 1 — Омлоп Хет Ниувсблад : 2018 (Михаэль Вальгрен) |

## Национальные чемпионаты
- Чемпионат Казахстана: 17
  - Групповая гонка : 2006 (Андрей Кашечкин); 2007 (Максим Иглинский; 2008, 2012 (Асан Базаев); 2010 (Максим Гуров); 2011 (Андрей Мизуров); 2013 (Александр Дьяченко); 2016 (Арман Камышев); 2017 (Артём Захаров); 2018 (Алексей Луценко)
  - Индивидуальная гонка : 2008 (Андрей Мизуров); 2012 и 2016 (Дмитрий Груздев; 2014 и 2018 (Даниил Фоминых); 2015 (Алексей Луценко); 2017 (Жандос Бижигитов)
- Чемпионат Эстонии: 3
  - Групповая гонка : 2012 (Танел Кангерт)
  - Индивидуальная гонка : 2013 и 2018 (Танел Кангерт)
- Чемпионат Италии: 3
  - Групповая гонка : 2014, 2015 (Винченцо Нибали); 2017 (Фабио Ару)
- Чемпионат Словении: 3
  - Групповая гонка : 2010 (Горазд Штангельж); 2012 (Борут Божич)
  - Индивидуальная гонка : 2009 (Янез Брайкович)
- Чемпионат Украины: 3
  - Групповая гонка : 2012 (Андрей Гривко)
  - Индивидуальная гонка : 2012, 2018 (Андрей Гривко)
- Чемпионат Латвии: 2
  - Групповая гонка : 2016 (Гатис Смукулис)
  - Индивидуальная гонка : 2016 (Гатис Смукулис)
- Чемпионат России: 2
  - Групповая гонка : 2008 (Сергей Иванов)
  - Индивидуальная гонка : 2008 (Владимир Гусев), 2021 (Александр Власов)
- Чемпионат Испании: 1
  - Индивидуальная гонка : 2009 (Альберто Контадор)
- Чемпионат Литвы: 1
  - Групповая гонка : 2008 (Томас Вайткус)
- Чемпионат Люксембурга: 1
  - Групповая гонка : 2007 (Бенуа Иоахим)
- Чемпионат Португалии: 1
  - Индивидуальная гонка : 2008 (Сержиу Паулинью)